# Сретенская церковь (Батурино)
Церковь Сретения Господня в Сретенском Батуринском монастыре — православный храм, один из памятников русской архитектуры начала XIX века в Прибайкалье. Закладка состоялась летом 1813 года в селе Батурино. Ныне часть Сретенского женского монастыря.

## История
Первая деревянная церковь в селе Батурино была построена в 1713—1736 годы.

…за ветхостью деревянной церкви выстроить при том же месте каменную о 2-х приделах, первый этаж нижний, теплый, во имя Сретения Господа нашего, второй – верхний, холодный во имя святого великомученика и Победоносца Георгия… От богомольцев и приходских людей наличные на строение имеются суммы денег 2 тыс. руб.— из прошения прихожан Вениамину, епископу Иркутскому и Нерчинскому
Летом 1813 года началось строительство каменного здания.
В сентябре 1829 года освятили нижний придел церкви в честь Сретения Господня, в августе 1836 года верхний — в честь Святого Георгия Победоносца.
Архитектурные достоинства храма описал Людвиг Минерт в своей книге:

Объемно-пространственная композиция церкви — двухэтажный вариант соединения на продольной оси объемов колокольни, трапезной, храма и алтаря. Его особенностью является компактность плана: трапезная одинаковой ширины с храмом, вместе они составляют прямоугольник (11,00 x 16,35 м). Выступы колокольни (6,05 x 7,40 м) и алтаря увеличивают длину здания до 27,7 м, а площадка крыльца с сооружением наружной деревянной лестницы на верхний этаж — еще на 5,2 м. При меньшей, чем обычно,разнице в ширине основной частью и пристроев соединение их объемов получило большую слитность. Колокольня завершена шлемовидным покрытием с тонким шпилем, храм и апсида оканчиваются двухъярусными фонариками с маленькими луковичными главками, насаженными поверх сомкнутых сводов. Соперничество высотных объемов здесь выражено менее динамично, чем обычно. Устремленность вертикалей недостаточно активна и дополнительно сдерживается инертностью массы двухэтажной части, приземленность которой решительно подчеркнута горизонталями карнизов. По характеру архитектурной обработки фасадов можно предполагать, что существовал проект, выполненный в ордерных концепциях барокко. Но ордерные построения архитектурного членения стены, мотивы обработки проемов и детали декора в ходе строительства упрощены и переработаны под углом традиционных представлений и в соответствии с реальными исполнительскими возможностями. Несомненно, этим обстоятельством  объясняется сдержанный, суховатый рисунок деталей,фантастический контур плоских декоративных пятен. И только там,где мастера отошли от следования новым для них образцам и вернулись к испытанным возможностям кирпичного узорочья (это чувствуется в обработке порталов нижнего и верхнего входа на западном фасаде колокольни), их фантазия получила свободу самовыражения.Церковь возведена из кирпича на бутовом фундаменте. Крыши железные.— Минерт, 1983
В 1935 году исполком сельсовета открыл в закрытом здании церкви клуб.
Храм был возвращён Церкви 14 мая 1999 года
8 марта 2000 при церкви образован Сретенский женский монастырь.